# Tidemandsholm
Tidemandsholm er en gård i Tårs Sogn i Vendsyssel. I 1469 blev stedet kaldt "Kartoft". I 1579 blev	voldgraven muligvis anlagt og stedet blev kaldt Tidemandsholm. I 1662 var der fire bindingsværkshuse i et stokværk og i 1771 er der to bindingsværksfløje. Ca. 1879 blev hovedbygningen opført. I 1913 blev hovedbygningen restaureret. I 1917 blev der opført et tårn mod øst. I 1946 blev nordfløjen ombygget.

## Ejere
- 1469 Børglum kloster

- 1536		Kronen
- 1572		Mogens Juel
- 1606		Mogens Kaas
- 1690(ca.)	Johan Urne
- 1700		H. Unger
- 1733		E. Axelsen Arenfeldt
- 1746	1879	Forskellige ejere
- 1879		Chr. A. Bendtz
- 1895 Forskellige ejere
- 1913		A. Chr. Jørgensen
- 1938		B. Jørgensen
- 1952-1962	Avlsgården udvidet og ombygget ved Niels Neldeberg Jørgensen.